# Kanton Annecy-le-Vieux
Kanton Annecy-le-Vieux (fr. Canton d'Annecy-le-Vieux) je francouzský kanton v departementu Horní Savojsko v regionu Rhône-Alpes. Skládá se ze 14 obcí.

## Obce kantonu
- Alex
- Annecy-le-Vieux
- Argonay
- Bluffy
- Charvonnex
- Cuvat
- Dingy-Saint-Clair
- Menthon-Saint-Bernard
- Nâves-Parmelan
- Pringy
- Saint-Martin-Bellevue
- Talloires
- Veyrier-du-Lac
- Villy-le-Pelloux